# Radicaal 181
Van de in totaal 214 Kangxi-radicalen heeft radicaal 181 de betekenis blad. Het is een van de elf radicalen die bestaat uit negen strepen.
In het Kangxi-woordenboek zijn er 372 karakters die dit radicaal gebruiken.

## Karakters met het radicaal 181

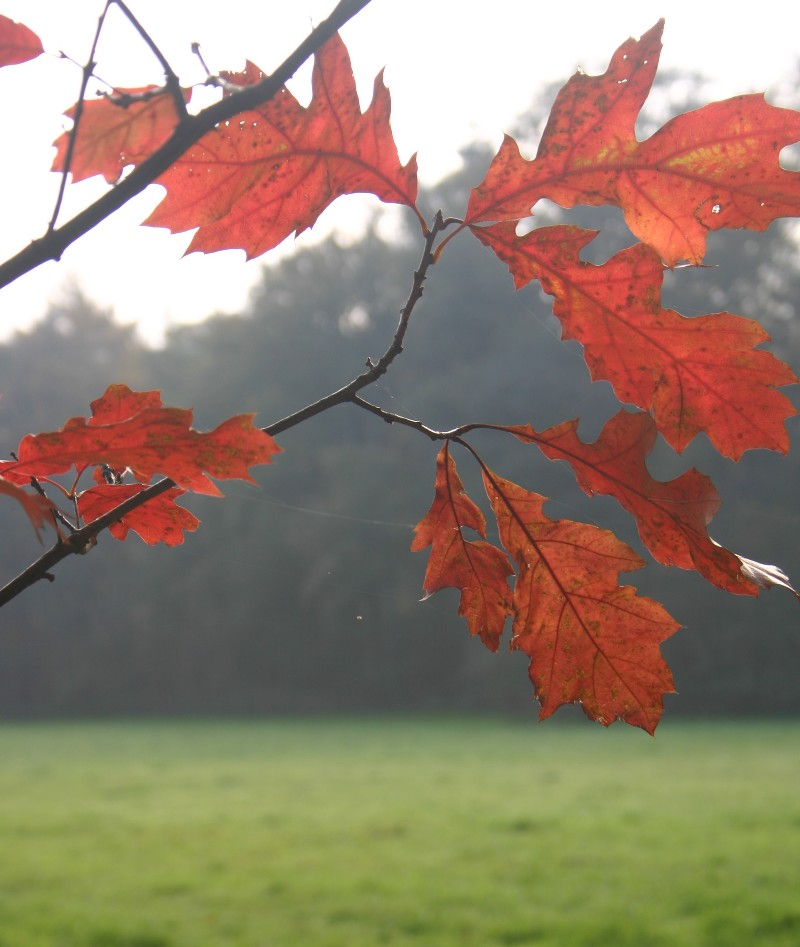
Herfstbladeren.

| Strepen | Traditioneel Karakter                                       | Vereenvoudigd Karakter     |
| ------- | ----------------------------------------------------------- | -------------------------- |
| + 0     | 頁                                                          | 页                         |
| + 2     | 頂 頃 頄                                                    | 顶 顷                      |
| + 3     | 䪱 䪲 項 順 頇 須 頉                                        | 顸 项 顺 须                |
| + 4     | 頊 頋 頌 頍 頎 頏 預 頑 頒 頓 頙                            | 顼 顽 顾 顿 颀 颁 颂 颃 预 |
| + 5     | 䪷 䪺 䪼 頔 頕 頖 頗 領 頚 領                               | 颅 领 颇 颈                |
| + 6     | 頛 頜 頝 頞 頟 頠 頡 頢 頣 頦 頧 頨 頩 頪 頫 頬             | 颉 颊 颋 颌 颍 颎 颏       |
| + 7     | 頤 頥 頭 頮 頯 頰 頱 頲 頳 頴 頵 頶 頷 頸 頹 頺 頻 頼 頽 頻 | 颐 频 颒 颓 颔 颕 颖       |
| + 8     | 頿 顀 顁 顂 顃 顄 顅 顆 顇 顈 顉 顊                         | 颗                         |
| + 9     | 頾 顋 題 額 顎 顏 顐 顑 顒 顓 顔 顕                         | 题 颙 颚 颛 颜 额          |
| + 10    | 顖 顗 願 顙 顚 顛 顜 顝 類 類                               | 颞 颟 颠 颡                |
| + 11    | 顟 顠 顡 顢 顣                                              |                            |
| + 12    | 顤 顥 顦 顧 顨                                              | 颢 颣                      |
| + 13    | 顩 顪 顫                                                    | 颤                         |
| + 14    | 顬 顭 顮 顯                                                 | 颥                         |
| + 15    | 顰 颦                                                       |                            |
| + 16    | 顱 顲                                                       |                            |
| + 18    | 顳 顴                                                       | 颧                         |

Orakelbotkarakter
Bronskarakter
Groot zegelkarakter
Klein zegelkarakter